# أكسيبين
أكسيبين هو مركب عضوي حلقي غير متجانس وغير مشبع له الصيغة الكيميائية C6H6O.
يتألف المركب بنيوياً من حلقة سباعية حاوية على ذرة أكسجين واحدة وعلى ثلاث روابط مضاعفة؛ ويطلق على مشتقاته اسم أكسيبينات.

## التحضير
يحضر الأكسيبين من تفاعل 5,4-ثنائي برمو أكسيد حلقي الهكسين في وسط قاعدي من ديازا ثنائي حلقي الأونديسين (DBU).

## الخواص
يتمتع مركب الأكسيبين بخواص ضد عطرية، وهو على توازن مع أكسيد البنزين:
ويمكن إزاحة التوازن إلى واحد من الطرفين حسب نوعية المستبدل.

## اقرا أيضاً
- أكسيبان
- آزيبان
- أزيبين